# Benjamin Richardson
Pour les articles homonymes, voir Richardson.
Benjamin Richardson, né le 19 décembre 2003, est un athlète sud-africain, spécialiste des épreuves de sprint.

## Biographie
Lors des championnats du monde juniors 2021, se classe deuxième de l'épreuve du 100 m et premier de l'épreuve du relais 4 × 100 m dans laquelle l'équipe d'Afrique du Sud établit un nouveau record du monde junior en 38 s 51.
Le 30 avril 2022 à Gaborone, il porte son record personnel sur 100 m à 10 s 08. Aux championnats d'Afrique 2022, il décroche la médaille d'argent du relais 4 × 100 m. Il remporte par la suite la médaille de bronze du 100 m aux championnats du monde juniors.
Il est médaillé de bronze du 100 mètres aux Championnats d'Afrique d'athlétisme 2024 à Douala.

## Palmarès
| Date | Compétition                   | Lieu         | Résultat | Épreuve   | Temps   |
| ---- | ----------------------------- | ------------ | -------- | --------- | ------- |
| 2021 | Championnats du monde juniors | Nairobi      | 2e       | 100 m     | 10 s 28 |
| 2021 | Championnats du monde juniors | Nairobi      | 1er      | 4 x 100 m | 38 s 51 |
| 2022 | Championnats d'Afrique        | Saint-Pierre | 2e       | 4 x 100 m | 39 s 79 |
| 2022 | Championnats du monde juniors | Cali         | 3e       | 100 m     | 10 s 12 |
| 2022 | Championnats du monde juniors | Cali         | 4e       | 200 m     | 20 s 55 |
| 2024 | Championnats d'Afrique        | Douala       | 3e       | 100 m     | 10 s 17 |

## Records
| Épreuve | Performance | Lieu              | Date            |
| ------- | ----------- | ----------------- | --------------- |
| 100 m   | 9 s 86      | La Chaux-de-Fonds | 14 juillet 2024 |
| 200 m   | 19 s 99     | La Chaux-de-Fonds | 14 juillet 2024 |